# Liga Asobal 2017-18
La temporada 2017-18 es la 28ª temporada de la máxima categoría masculina del balonmano español de la Liga Asobal. Contó con 16 equipos, entre los que regresan la Sociedad Deportiva Teucro y el MMT Seguros Zamora, tras el ascenso de ambos desde la División de Honor Plata en la campaña anterior. No estuvieron presentes ni el BM Villa de Aranda, ni el DS Autogomas Sinfín, tras quedar estos clasificados en las dos últimas posiciones de la anterior temporada. 
El F. C. Barcelona Lassa defendió su título, que fue su octavo entorchado consecutivo. El 6 de diciembre de 2017, en la jornada 13, el Quabit Guadalajara forzó un empate con el F. C. Barcelona Lassa (26-26), que llevaba 133 partidos seguidos ganando en la Liga Asobal desde que perdió el 19 de mayo de 2013 en la pista del por entonces Naturhouse La Rioja, en la penúltima jornada de la Liga ASOBAL 2012-13.

## Equipos
| Equipo                          | Entrenador                   | Ciudad            | Pabellón                                    | Aforo | Marca   | Patrocinador principal   |
| ------------------------------- | ---------------------------- | ----------------- | ------------------------------------------- | ----- | ------- | ------------------------ |
| FC Barcelona Lassa              | Xavier Pascual Fuertes       | Barcelona         | Palau Blaugrana                             | 7.585 | Nike    | Lassa Tyres              |
| BM Logroño La Rioja             | Jesús Javier González "Jota" | Logroño           | Palacio de los Deportes de La Rioja         | 4.500 | Joma    |                          |
| Abanca Ademar León              | Rafael Guijosa               | León              | Palacio de los Deportes de León             | 5.188 | Hummel  | ABANCA                   |
| Fraikin BM Granollers           | Antonio Rama                 | Granollers        | Palacio de Deportes de Granollers           | 5.685 | Hummel  | Fraikin                  |
| Liberbank Ciudad Encantada      | Lidio Jiménez                | Cuenca            | Pabellón Polideportivo "El Sargal"          | 1.900 | Erreà   | Liberbank                |
| Fertiberia Puerto Sagunto       | Nikola Milos                 | Sagunto           | Pabellón Polideportivo Internúcleos         | 1.500 | Rasán   | Fertiberia               |
| Recoletas Atlético Valladolid   | Nacho González               | Valladolid        | Polideportivo Huerta del Rey                | 3.502 | Hummel  | Recoletas                |
| Bada Huesca                     | José Nolasco                 | Huesca            | Palacio Municipal de los Deportes de Huesca | 4.906 | Luanvi  | Bada                     |
| Helvetia Anaitasuna             | Juanto Apezetxea             | Pamplona          | Pabellón Anaitasuna                         | 2.500 | Kempa   | Helvetia Seguros         |
| Quabit Guadalajara              | César Montes                 | Guadalajara       | Polideportivo David Santamaria              | 2.000 | Hummel  | Quabit Inmobiliaria      |
| MMT Seguros Zamora              | Eduardo García Valiente      | Zamora            | Polideportivo Ángel Nieto                   | 2.200 | Mercury | MMT Seguros              |
| Bidasoa Irún                    | Jacobo Cuétara               | Irún              | Polideportivo Artaleku                      | 2.200 | Zebra   | Irún                     |
| Ángel Ximénez Avia Puente Genil | Joaquín Soler                | Puente Genil      | Pabellón Alcalde Miguel Salas               | 600   | Kempa   | Ángel Ximénez/Avia       |
| Condes de Albarei Teucro        | Quique Domínguez             | Pontevedra        | Pabellón Municipal de Pontevedra            | 4.000 | Salming | Condes de Albarei        |
| Frigoríficos Morrazo            | Víctor García "Pillo"        | Cangas de Morrazo | Pabellón Municipal O Gatañal                | 3.000 | Kempa   | Frigoríficos del Morrazo |
| BM Benidorm                     | Zupo Equisoain               | Benidorm          | Palau d'Esports L'Illa de Benidorm          | 3.000 | Kempa   | Benidorm                 |

### Equipos por comunidad autónoma 2017/2018
| Comunidad Autónoma   | N.º de equipos | Equipos                                                                |
| -------------------- | -------------- | ---------------------------------------------------------------------- |
| Castilla y León      | 3              | Abanca Ademar León, MMT Seguros Zamora y Recoletas Atlético Valladolid |
| Castilla-La Mancha   | 2              | Liberbank Ciudad Encantada y Quabit Guadalajara                        |
| Cataluña             | 2              | Fraikin BM Granollers y FC Barcelona Lassa                             |
| Comunidad Valenciana | 2              | BM. Benidorm y Fertiberia Puerto Sagunto                               |
| Galicia              | 2              | Frigoríficos Morrazo y Condes de Albarei Teucro                        |
| Andalucía            | 1              | Ángel Ximénez Avia Puente Genil                                        |
| Aragón               | 1              | Bada Huesca                                                            |
| La Rioja             | 1              | BM Logroño La Rioja                                                    |
| Navarra              | 1              | Helvetia Anaitasuna                                                    |
| País Vasco           | 1              | Bidasoa Irún                                                           |

## Clasificación
| Pos. | Equipo                          | Pts. | PJ | G  | E | P  | GF  | GC  | Dif. | Clasificación o descenso                             |
| ---- | ------------------------------- | ---- | -- | -- | - | -- | --- | --- | ---- | ---------------------------------------------------- |
| 1    | FC Barcelona Lassa              | 57   | 30 | 28 | 1 | 1  | 996 | 699 | +297 | Clasificados para la EHF Champions League            |
| 2    | Abanca Ademar León              | 43   | 30 | 20 | 3 | 7  | 841 | 781 | +60  | Clasificados para la EHF Champions League            |
| 3    | Fraikin BM Granollers           | 42   | 30 | 20 | 2 | 8  | 877 | 847 | +30  | Clasificados para la Copa EHF de balonmano masculino |
| 4    | BM Logroño La Rioja             | 41   | 30 | 19 | 3 | 8  | 903 | 814 | +89  | Clasificados para la Copa EHF de balonmano masculino |
| 5    | Liberbank Ciudad Encantada      | 37   | 30 | 17 | 3 | 10 | 812 | 776 | +36  | Clasificados para la Copa EHF de balonmano masculino |
| 6    | Helvetia Anaitasuna             | 36   | 30 | 16 | 4 | 10 | 828 | 833 | −5   |                                                      |
| 7    | Bada Huesca                     | 33   | 30 | 15 | 3 | 12 | 799 | 786 | +13  |                                                      |
| 8    | Quabit Guadalajara              | 29   | 30 | 12 | 5 | 13 | 821 | 845 | −24  |                                                      |
| 9    | Recoletas Atlético Valladolid   | 28   | 30 | 13 | 2 | 15 | 843 | 844 | −1   |                                                      |
| 10   | Bidasoa Irún                    | 27   | 30 | 12 | 3 | 15 | 818 | 813 | +5   |                                                      |
| 11   | BM Benidorm                     | 25   | 30 | 10 | 5 | 15 | 778 | 817 | −39  |                                                      |
| 12   | Ángel Ximénez Avia Puente Genil | 19   | 30 | 8  | 3 | 19 | 774 | 827 | −53  |                                                      |
| 13   | Frigoríficos Morrazo Cangas     | 19   | 30 | 8  | 3 | 19 | 750 | 840 | −90  |                                                      |
| 14   | Condes de Albarei Teucro        | 18   | 30 | 7  | 4 | 19 | 791 | 879 | −88  |                                                      |
| 15   | Fertiberia Puerto Sagunto       | 13   | 30 | 5  | 3 | 22 | 759 | 872 | −113 | Descenso a la División de Plata                      |
| 16   | MMT Seguros Zamora              | 13   | 30 | 5  | 3 | 22 | 737 | 854 | −117 | Descenso a la División de Plata                      |

## Premios y estadísticas

### Siete ideal
Siete escogido por los entrenadores de la Liga ASOBAL
| Posición          | Jugador                 | Equipo                |
| ----------------- | ----------------------- | --------------------- |
| Portero           | Gonzalo Pérez de Vargas | FC Barcelona Lassa    |
| Extremo izquierdo | Ángel Fernández         | BM Logroño La Rioja   |
| Lateral izquierdo | Alex Costoya            | Abanca Ademar León    |
| Central           | Raúl Entrerríos         | FC Barcelona Lassa    |
| Lateral derecho   | Imanol Garciandia       | BM Logroño La Rioja   |
| Extremo derecho   | Kauldi Odriozola        | Bidasoa Irún          |
| Pivote            | Adrià Figueras          | Fraikin BM Granollers |

- MVP de la Liga ASOBAL
  -  Adrià Figueras, Fraikin BM Granollers

- Mejor defensor
  -  Viran Morros, FC Barcelona Lassa

- Mejor debutante
  -  Yoan Balázquez, Condes de Albarei Teucro

- Mejor entrenador
  -  Antonio Rama, Fraikin BM Granollers

### Máximos goleadores
| Posición | Jugador            | Equipo                     | Goles | Partidos | Promedio |
| -------- | ------------------ | -------------------------- | ----- | -------- | -------- |
| 1°       | José María Márquez | Quabit Guadalajara         | 196   | 30       | 6,53     |
| 2°       | Ángel Fernández    | BM Logroño La Rioja        | 174   | 28       | 6,21     |
| 3°       | Leonardo Dutra     | Liberbank Ciudad Encantada | 168   | 27       | 6,22     |
| 4°       | Yoan Balázquez     | Condes de Albarei Teucro   | 165   | 28       | 5,89     |
| 5°       | Valero Rivera      | FC Barcelona               | 159   | 29       | 5,48     |
| 5°       | Alejandro Costoya  | Abanca Ademar León         | 159   | 30       | 5,30     |

- El mejor promedio de goles de la competición, lo ostenta Johan Boisedu con un 6,61 como resultado de 152 goles en 23 partidos.

### Mejores Porteros
| Posición | Jugador               | Equipo                        | Paradas | Lanzamientos | Porcentaje |
| -------- | --------------------- | ----------------------------- | ------- | ------------ | ---------- |
| 1°       | José Javier Hombrados | Quabit Guadalajara            | 365     | 1131         | 32,27%     |
| 2°       | Leo Maciel            | Liberbank Ciudad Encantada    | 343     | 991          | 34,61%     |
| 3°       | David Bruixola        | Fertiberia Puerto Sagunto     | 310     | 1073         | 28,89%     |
| 4°       | César Almeida         | Fraikin BM Granollers         | 296     | 981          | 30,17%     |
| 5°       | Carlos Calle          | Recoletas Atlético Valladolid | 270     | 898          | 30,00%     |

- El mejor % de paradas de la competición, lo ostenta Gonzalo Pérez de Vargas con un 38,21% como resultado de 209 paradas de 547 lanzamientos.